# Gracias por la música
Gracias por la música ist ein Greatest-Hits-Album von ABBA, das zehn ihrer Lieder in spanischer Sprache beinhaltet. Die LP wurde am 23. Juni 1980 veröffentlicht.

## Entstehung
1979 wurden die Songs Chiquitita und I Have a Dream auf Spanisch aufgenommen und in einigen spanischsprachigen Ländern veröffentlicht. Vor allem Chiquitita wurde ein überwältigender Erfolg. So entschied sich die Gruppe, ein Album auf Spanisch zu veröffentlichen.
Benny Andersson und Björn Ulvaeus waren in das Projekt nicht involviert, denn Andersson und Ulvaeus befanden sich zu dem Zeitpunkt auf einer Auslandsreise, um Ideen für neues Songmaterial zu finden.
Agnetha Fältskog und Anni-Frid Lyngstad spielten die Songs im Januar 1980 allein mit dem Produzenten Michael B. Tretow ein. Dies ist vor allem beim Lied „Al Andar“ (Move On) deutlich hörbar: In der englischen Version wird das Intro von Björn Ulvaeus gesprochen, in „Al Andar“ fällt dieses weg und wird stattdessen als Liedstrophe von Agnetha gesungen.
Die englischen Texte wurden von Buddy und Mary McCluskey ins Spanische übersetzt. Das Ehepaar war zu jener Zeit bei einer Plattenfirma in Argentinien tätig. Die Aussprache wurde zusammen mit der schwedisch-spanischen Journalistin Ana Martinez eingeübt. Alle spanischen Versionen von ABBA gelten als nahezu akzentfrei.
Gracias por la música war lange Zeit vergriffen. Alle Songs, die ABBA auf Spanisch aufgenommen haben, finden sich auf der CD ABBA Oro – Grandes Éxitos und auf The Complete Studio Recordings. Einige spanischsprachige Titel befinden sich auch auf den Deluxe-Editionen der jeweiligen Studioalben. 2014 wurde eine Neuauflage als Deluxe-Edition veröffentlicht, die auch die übrigen spanischen ABBA-Lieder beinhaltet und darüber hinaus eine DVD mit Auftritten der Gruppe im spanischen Fernsehen und Musikvideos.

## Titelliste

### Seite 1
1. Gracias por la música (Thank You for the Music)
2. La reina del baile/Reina danzante (Dancing Queen)
3. Al andar (Move On)
4. ¡Dame! ¡Dame! ¡Dame! (Gimme! Gimme! Gimme! (A Man After Midnight))
5. Fernando (Spanish Version)

### Seite 2
1. Estoy soñando (I Have a Dream)
2. Mamma Mia (Spanish Version)
3. Hasta Mañana (Spanish Version)
4. Conociéndome, Conociéndote (Knowing Me, Knowing You)
5. Chiquitita (spanisch)

### Deluxe Edition
1. Ring Ring (spanisch)
2. Andante, Andante
3. Felicidad (Happy New Year)
4. No Hay A Quien Culpar (When All Is Said and Done)
5. Se Me Está Escapando (Slipping Through My Fingers)